# Michael Pfeiffer
Michael Pfeiffer (Eschweiler, 19 luglio 1925 – Vaals, 2 gennaio 2018) è stato un allenatore di calcio e calciatore tedesco, di ruolo centrocampista.

## Carriera

### Club
Ha giocato nella massima serie del campionato tedesco dal 1949 al 1961, quindi prima dell'introduzione del girone unico (Bundesliga) avvenuta nel 1963), con Alemannia Aachen e Rot-Weiss Essen.

### Nazionale
In nazionale ha giocato una partita nel 1954.